# Hong Kong ai XX Giochi olimpici invernali
Hong Kong ha partecipato ai XX Giochi olimpici invernali di Torino, che si sono svolti dal 10 al 26 febbraio 2006, con una delegazione di una sola atleta.

## Short track
| Gara   | Atleta        | Batterie | Batterie | Quarti di finale | Quarti di finale | Semifinali | Semifinali | Finale | Finale |
| Gara   | Atleta        | Tempo    | Pos.     | Tempo            | Pos.             | Tempo      | Pos.       | Tempo  | Pos.   |
| ------ | ------------- | -------- | -------- | ---------------- | ---------------- | ---------- | ---------- | ------ | ------ |
| 500 m  | Han Yueshuang | 47"087   | 4        |                  |                  |            |            |        | 24     |
| 1000 m | Han Yueshuang | 1'37"883 | 2        |                  |                  |            |            |        | 18     |
| 1500 m | Han Yueshuang | 2'36"233 | 5        |                  |                  |            |            |        | 24     |